# Behaarde wants
De behaarde wants (Lygus rugulipennis, synoniemen: Exolygus rugulipennis, Lygus pubescens) is een wants uit de familie van de blindwantsen (Miridae). De soort werd het eerst wetenschappelijk beschreven door Bertil Robert Poppius in 1911.

## Uiterlijk
Deze ovale wants is altijd langvleugelig (macropteer) en kan 4,5 tot 5,5 mm lang worden. De kleur is zeer variabel en kan grijzig, groen, bruin en roodbruin en in de winter zelfs zwart zijn. Opvallend is het vaak enigszins doffe uiterlijk, veroorzaakt door de duidelijke beharing (vandaar de Nederlandse naam). Het doorzichtige deel van de vleugels is bruin met vage lichte vlekken. De antennes zijn donker gekleurd met uitzondering van het tweede segment dat in het midden lichter gekleurd is. De pootjes zijn bruin met twee donkere ringen bij de dijen.
Alle soorten in het genus Lygus die in Nederland voorkomen kunnen sterk op elkaar lijken en zijn zeer variabel van kleur en tekening. Bovendien kunnen de wantsen van verschillende generaties verschillen van kleur en zijn overwinterende wantsen en mannetjes vaak donkerder gekleurd. Bij de behaarde schaduwwants is de punctering van bepaalde gedeeltes van de voorvleugels (even dicht en gelijkmatig op corium en clavus) een manier om ze te onderscheiden van andere Lygus-soorten als kustschaduwwants (Lygus maritimus), Alsemschaduwwants (Lygus gemellatus) en weideschaduwwants (Lygus pratensis).

## Leefwijze
De soort kent twee generaties per jaar en overwintert als volwassen wants. De eerste generatie wantsen kan vanaf juli worden waargenomen, de tweede generatie vanaf september. De wantsen zuigen aan bloemknoppen van een groot aantal planten en zijn niet kieskeurig, de nimfen
eten ook bladluizen en insecteneitjes. De wants kan een plaaginsect zijn op akkers met aardappel, suikerbiet en granen.

## Leefgebied
De soort komt voor in het Holarctisch gebied en de wants is zeer algemeen in Nederland in wegbermen, bosranden, akkers en andere open plekken met kruidachtige vegetatie.